# Robert Guéï
Robert Guéï, född 16 mars 1941, död 19 september 2002, var en ivoriansk officer och politiker. Han var general och försvarschef mellan 1990 och 1995, då han avsattes av president Henri Konan Bédié efter påståenden om kupplaner.
Guéï tog makten i Elfenbenskusten genom en militärkupp i december 1999, avsatte presidenten och upplöste nationalförsamlingen. Han utannonserade att militärkuppen bara var en övergång fram till fria presidentval år 2000. Emellertid förvägrade han den främste presidentkandidaten att ställa upp i valet, och kungjorde sommaren 2000 att han själv skulle ställa upp i valet. Vid presidentvalet, som ägde rum i oktober 2000, blev Guéï klart slagen av oppositionens kandidat Laurent Gbagbo, men presidenten avbröt rösträkningen och förklarade sig själv som vinnare. Detta ledde till stora upplopp, och Guéï lämnade därefter landet. 2002 startade han ett nytt uppror mot presidenten, men dödades under striderna.